# Bosquito
Bosquito es una agrupación musical de rock creada en la ciudad de Bucarest en Rumanía. Es muy conocida por el estilo de combinar diversas influencias musicales en sus canciones, como son música gitana, latina , balcánica, punk y algunos elementos de música sinfónica. Para el presente ha lanzado una discografía de 5 álbumes de donde han llegado algunas canciones en los primeros lugares como audiencia. Entre las cuales se encuentran  Pepita , Marcela , Bosquito, Hopa Hopa y Doua Mâini, esta última obtuvo el número uno en los 100 éxitos nacionales más conocidos y se ha convertido en una de las canciones románticas más populares de Rumania.
En 2005 la agrupación tomó un receso en la plaza musicala de Rumanía y se estableció en Los Estados Unidos de América. En el año 2011 Bosquito regresa a Rumania donde lanza su primer éxito musical después de 6 años: Când Îngerii Pleacă (Eres mi Ángel) y recientemente ha terminado su última producción musical en el año 2014 que lleva como nombre Babylon.

## Miembros
Formación actual:
- Radu Almășan—Voz, guitarra, guitarra eléctrica
- Dorin Țapu—Batería, guitarra eléctrica
- Austin Jesse Mitchell—Bajo
- Ciprian Pascal—guitarra, guitarra eléctrica, voz

Colaboraciones:
- Mariano Castro—Teclados
- Gilberto Ortega—Percusiones
- Harvis Padron—Trompeta
- Violeta Tuta-Popescu—Violonchelo
- Madalina Penciu—Viola
- Cristina Pasa—Violín
- Diana Jipa—Violín

## Discografía
Álbumes de estudio
- 2000: Bosquito
- 2002: Sar Scântei
- 2003: Cocktail Molotov
- 2004: Fărâme Din Soare
- 2014: Babylon